# Ołeksandr Kolczenko (koszykarz)
Ołeksandr Mychajłowycz Kolczenko (ukr. Олександр Михайлович Кольченко; ur. 20 września 1988 w Tyraspolu) – ukraiński koszykarz, występujący na pozycji niskiego skrzydłowego, reprezentant kraju.

## Osiągnięcia
Stan na 30 kwietnia 2022, na podstawie, o ile nie zaznaczono inaczej.

### Drużynowe
- Mistrz Ukrainy (2018)
- Wicemistrz Ukrainy (2012, 2013)
- Brązowy medalista mistrzostw Ukrainy (2006–2009)
- Zdobywca Pucharu Ukrainy (2015)
- Uczestnik rozgrywek międzynarodowych:
  - Eurocup (2006–2008, 2011–2013)
  - EuroChallenge (2008–2012, 2014/2015)

### Indywidualne
- MVP ligi ukraińskiej (2018)[3]

### Reprezentacja
Seniorskie
- Uczestnik:
  - mistrzostw Europy (2011 – 17. miejsce, 2017 – 15. miejsce)
  - kwalifikacji:
    - światowych do mistrzostw świata (2017 – 16. miejsce)
    - do Eurobasketu (2007, 2009)

Młodzieżowe
- Mistrz Europy dywizji B:
  - U–18 dywizji B (2005)
  - U–16 dywizji B (2004)
- Wicemistrz Europy U–20 dywizji B (2007)
- Uczestnik mistrzostw Europy:
  - U–20 (2008 – 8. miejsce)
  - U–18 (2006 – 16. miejsce)